# Plaça General Güell (Tordera)
La Plaça General Güell és al poble de Tordera, del municipi de Granyanella (la Segarra) inclosa en l'Inventari del Patrimoni Arquitectònic de Catalunya. El poble de Tordera es pot considerar com una típica vila closa, construït en un apetita elevació enmig de la gran plana segarrenca. Se sap que al s. XIV el nucli pertanyia als Sacirera, al s.XV als Saportella i al s.XVII als Vilallonga. Pel que fa a la llinda de Cal Llobet, i segons la tradició oral dels habitants del municipi, aquesta portava una inscripció que contenia algun tipus d'informació que en un moment determinat de conflictes algú es va encarregar de desfigurar la grafia per tal que no pogués ser llegida. Plaça de planta quadrangular amb un únic carrer d'accés, que articula tot el poble, ja que totes les cases estan edificades al seu voltant. Les cases estan construïdes amb paredat irregular, amb finestres i portes emmarcades amb carreus, de planta baixa, destinada a usos agrícoles, primer pis, com habitatge i golfes. Per la informació que proporcionen les llindes de les cases, la placa es pot datar al segle xviii, època en què segurament es devia realitzar una remodelació d'aquesta, que ja existia anteriorment. Destaca Cal Llobet o Cal Pont, en la que hi ha una llinda d'una sola peca amb una inscripció epigràfica, que destaca per la seva complexitat i raresa, i que als nostres dies encara no s'ha pogut desxifrar el seu significat.